# Проповедник (стрип)
Проповедник је америчка стрип-серија коју је објавио Vertigo.  Писац стрипа је Гарт Енис, главни стрип-цртач Стив Дилон, а аутор насловница Глен Фабри.
Стрип се састоји од укупно 75 свезака — 66 регуларних месечних издања, 5 специјала и четвороброј Проповедник (Preacher: Saint of Killers). Последњи, 66. број објављен је у октобру 2000. године.

## Ликови
- Џеси Кастер
- Тулип О'Хара
- Кесиди
- Светац Убица
- Хер Стар
- Бог
- Дупеглавац

## Радња
Проповедник је прича о Џесију Кастеру, проповеднику у једном малом тексашком градићу Енвилу. Кастера случајно запоседа натприродно биће Џенезис, копиле које настаје из забрањене и неприродне везе између анђела и демона. Последице тог инцидента доводе до уништења Кастерове цркве и убиства целе његове заједнице. 
Биће Џенезис не поседује свест о себи, али како је настало од чисте доброте и чистог зла, његова се моћ може поредити са моћи самога Бога. Веза са Џенезисом, Џесија Кастера чини потенцијално најмоћнијим бићем у универзуму. 
Гоњен снажним осећајем за оно што је исправно и погрешно, Џеси Кастер путује по Сједињеним Државама покушавајући да буквално нађе Бога, који је напустио Рај оног тренутка када је Џенезис рођен. У току тог путовања полако открива истину о својим новим моћима. Моћи му омогућавају да, када то жели, може заповедити другима који га чују и разумеју. У авантурама које следе, придружују му се бивша деојка Тулип О'Хара и вампир-алкохоличар под именом Кесиди.